# Antoni Serra de Marina
Antoni Serra de Marina, (Sa Pobla, s. XVI-) fou Sindic Clavari del Sindicat Forà, el 1532; fou capità de milícies, participà en la Jornada de Tunis, comandada per Carles I el 1535.